# Hưng Đạo, Bình Gia
Hưng Đạo là một xã thuộc huyện Bình Gia, tỉnh Lạng Sơn, Việt Nam.
Xã Hưng Đạo nằm ở phía bắc huyện Bình Gia, có vị trí địa lý:
- Phía đông giáp xã Hoa Thám
- Phía tây giáp xã Vĩnh Yên
- Phía nam giáp các xã Quý Hòa và Hoa Thám
- Phía bắc giáp huyện Tràng Định.

Xã Hưng Đạo có diện tích 38,83 km², dân số năm 1999 là 1.971 người, mật độ dân số đạt 51 người/km².
Theo thống kê năm 2019, xã Hưng Đạo có diện tích 38,83 km², dân số là 2.027 người, mật độ dân số đạt 52 người/km².